# Lavender Brown
Lavender Brown este un personaj fictiv din seria Harry Potter de J.K. Rowling interpretată de Jessie Cave.

## Descriere
Lavender Brown este o fată de la casa Cercetașilor. Este o bună prietena cu Parvati Patil și colegă de cameră cu Hermione. Este obsedată de orele despre Previuziuni despre Viitor, cel puțin când predă Sybill Trelawney (înainte de a fi concediată și înlocuită de centaurul Firenze). După ce Hermione a renunțat la lecțiile de Previziuni despre Viitor (asta în momentul când Trelawney era profesoară) nu a mai crezut-o o fată așa deșteaptă și de fiecare data când Hermione zicea ceva ce nu îi place la Sybill Trelawney, Lavender credea că e nebună. În partea a VI-a cărți Harry Potter, Lavender se săruta cu Ronald Weasley iar Hermione nu mai vorbește nici cu Lavender nici cu Ron (deoarece ea îl place pe Ron). 

## Gașca
L
Lavender Brown

## P
Parvati Patil